# Tark Darre
Tark Darre – wieś w Iranie, w ostanie Azerbejdżan Zachodni, w szahrestanie Szahin Deż. W 2006 roku liczyła 135 mieszkańców.